# Sound Library〜世界にひとつだけの本〜
『Sound Library〜世界にひとつだけの本〜』（サウンド・ライブラリー せかいにひとつだけのほん）は、JFN系列で2010年4月から放送されているラジオ番組である。
ある女性の自伝的物語を、音楽に乗せながら朗読形式で展開していく。朗読は女優の木村多江。脚本は北阪昌人。

## 番組概要
物語の主人公である女性・月原加奈子（つきはら　かなこ）の日常で起きた出来事や過去の思い出、時には同僚・友人・知り合った人などのエピソードを、その出来事の時代やシチュエーションに合った曲を挟みながら送る朗読劇。
物語は毎回「私の名前は、月原加奈子。旅行会社に勤めている」というセリフから始まる。
基本的に一話完結である一方、2週続けての物語や不定期に続いていると解釈できる物語もある。
ラジオ放送のほかに、ポッドキャストでも過去にラジオで放送された物語を配信している。ただし、ラジオ放送とは内容が若干異なり、物語の合間に流れる楽曲はカットされ、朗読中のBGMもラジオ放送とは異なる曲が使用されている。また、ラジオ放送ではカットされたセリフが含まれている場合がある。

### テーマ曲
- オープニング - アンドレ・ギャニオン featuring 高橋洋子「めぐり逢い ANGELIC VOICE VERSION」
- エンディング - アンドレ・ギャニオン「めぐり逢い」（ラジオ放送のみ[2]）

## ネット局
放送時間は特記のない限り2022年春改編現在。それぞれ放送時間の早い順から記載。
放送時間が25分の局は3曲目の途中に番組ホームページの案内が曲に被さる形で流れ、番組が終了する。
全局、「radiko」・「radiko.jpプレミアム」で聴取可能。
放送開始以来「基本配信時間」がない「ファイル配信番組」のため各局放送時間がそれぞれ異なっていたが、2022年4月より月曜 5:00に基本配信時間が設定され、TOKYO FMなど一部系列局はこの時間に放送される。
但し、エフエム北海道・エフエム愛媛・エフエム福岡は開始当初からネットされていない。

### 現在
| 放送対象地域   | 放送局名                                    | 放送時間               | 備考          |
| -------------- | ------------------------------------------- | ---------------------- | ------------- |
| 青森県         | エフエム青森（AFB）                         | 毎週月曜 5:00 - 5:30   | [ 4 ]         |
| 岩手県         | エフエム岩手（FM IWATE）                    | 毎週月曜 5:00 - 5:30   | [ 5 ]         |
| 秋田県         | エフエム秋田（AFM）                         | 毎週月曜 5:00 - 5:30   | [ 6 ]         |
| 東京都         | エフエム東京（TOKYO FM）                    | 毎週月曜 5:00 - 5:30   | [ 7 ]         |
| 福井県         | 福井エフエム放送（FM FUKUI）                | 毎週月曜 5:00 - 5:30   | [ 8 ]         |
| 三重県         | 三重エフエム放送（レディオキューブ FM三重） | 毎週月曜 5:00 - 5:30   | [ 9 ]         |
| 静岡県         | 静岡エフエム放送（K-MIX）                   | 毎週月曜 5:00 - 5:30   | [ 10 ]        |
| 滋賀県         | エフエム滋賀（e-radio）                     | 毎週月曜 5:00 - 5:30   | [ 11 ]        |
| 広島県         | 広島エフエム放送（HFM）                     | 毎週月曜 5:00 - 5:30   | [ 12 ]        |
| 島根県・鳥取県 | エフエム山陰（V-air）                       | 毎週月曜 5:00 - 5:30   | [ 13 ]        |
| 岡山県         | 岡山エフエム放送（FM OKAYAMA）              | 毎週月曜 5:00 - 5:30   | [ 14 ]        |
| 高知県         | エフエム高知（Hi-Six）                      | 毎週月曜 5:00 - 5:30   | [ 15 ] [ 16 ] |
| 長崎県         | エフエム長崎（FM Nagasaki）                 | 毎週月曜 5:00 - 5:30   |               |
| 鹿児島県       | エフエム鹿児島（μFM）                       | 毎週月曜 5:00 - 5:30   | [ 17 ]        |
| 沖縄県         | エフエム沖縄（FM沖縄）                      | 毎週月曜 5:00 - 5:30   | [ 18 ]        |
| 新潟県         | エフエムラジオ新潟（FM-NIIGATA）            | 毎週土曜 5:00 - 5:30   | [ 19 ]        |
| 山形県         | エフエム山形（Rhythm Station）              | 毎週土曜 6:00 - 6:30   | [ 20 ]        |
| 福島県         | エフエム福島（ふくしまFM）                  | 毎週土曜 9:00 - 9:30   | [ 21 ]        |
| 長野県         | 長野エフエム放送（FM-NAGANO）               | 毎週土曜 9:30 - 9:55   | [ 22 ]        |
| 山口県         | エフエム山口（FMY）                         | 毎週土曜 9:30 - 9:55   | [ 23 ]        |
| 徳島県         | エフエム徳島（FM TOKUSHIMA）                | 毎週土曜 9:30 - 9:55   | [ 24 ]        |
| 香川県         | エフエム香川（FM香川）                      | 毎週土曜 11:00 - 11:30 | [ 25 ]        |
| 宮城県         | エフエム仙台（Date fm）                     | 毎週土曜 18:00 - 18:30 | [ 26 ]        |
| 富山県         | 富山エフエム放送（FMとやま）                | 毎週土曜 19:30 - 20:00 | [ 27 ]        |
| 愛知県         | エフエム愛知（FM AICHI）                    | 毎週日曜 5:30 - 6:00   | [ 28 ]        |
| 宮崎県         | エフエム宮崎（JOY FM）                      | 毎週日曜 6:30 - 7:00   |               |
| 大分県         | エフエム大分（Air-Radio FM88）              | 毎週日曜 8:00 - 8:30   |               |
| 栃木県         | エフエム栃木（RADIO BERRY）                 | 毎週日曜 8:30 - 8:55   | [ 15 ] [ 29 ] |
| 熊本県         | エフエム熊本（FMK）                         | 毎週日曜 8:30 - 8:55   | [ 30 ]        |
| 岐阜県         | エフエム岐阜（FM GIFU）                     | 毎週日曜 8:30 - 9:00   | [ 31 ]        |
| 兵庫県         | 兵庫エフエム放送（Kiss FM KOBE）            | 毎週日曜 9:30 - 9:55   | [ 32 ]        |
| 佐賀県         | エフエム佐賀（FMS）                         | 毎週日曜 9:30 - 9:55   | [ 33 ]        |
| 群馬県         | エフエム群馬（FM GUNMA）                    | 毎週日曜 9:30 - 10:00  | [ 34 ]        |
| 石川県         | エフエム石川（HELLO FIVE）                  | 毎週日曜 18:00 - 18:30 |               |

### 過去
- エフエム大阪（FM大阪）[35]

## 書籍版
- 「世界にひとつだけの本」

2011年春、番組初期に放送された物語25話分がPHP研究所から書籍化された。発売時期には番組中盤に書籍の告知が流れていた。

## 公開収録
- 2021年11月7日に、FM岐阜による本番組の初めての公開録音がクインテッサホテル大垣にて行われた。大垣市を舞台にした物語の収録と、木村多江と脚本の北阪昌人によるトークショーが開催された。なお、当該収録については同年12月第1週と第2週の2回にわたって放送された。

## 備考
- 物語には毎回サブタイトルもつけられているが、ラジオ放送上ではアナウンスされていない。なお、サブタイトルは番組ホームページ[36]や、ポッドキャストで表示されるタイトル情報[37]、番組の公式twitterでそれぞれ確認することができる[38]。また、一部ネット局のホームページにあるタイムテーブルやドコデモFM・LISMO WAVEの番組表に番組情報として記載されている場合がある。
- ラジオ放送では2012年10月中旬から11月中旬の4週に渡って、過去の物語の再放送が行われた（第132話と第133話の間）。再放送されたのは第1話「桜」、第2話「かずのこ」、第10話「雨のタクシー」、第25話「手紙」の初期の4話。途中から番組をネットした局ではこれが初放送となった。